# Dolmen de Coulmiers
Le dolmen des Pierres Fenats (ou dolmen de Coulmiers) est un mégalithe du néolithique, situé sur la commune des Épieds-en-Beauce, en France.

## Généralités
Le dolmen est situé près du hameau de Cheminiers, sur le territoire de la commune des Épieds-en-Beauce, dans le département du Loiret, en région Centre-Val de Loire en France.

## Description
Le dolmen date du néolithique. Il est classé au titre des monuments historiques par la liste de 1900,. Le nom local de Pierres Fenats a la signification de pierres fainéantes. D'une hauteur de près de 3 mètres et d'une longueur de 4,50 mètres, il est composé de cinq pierres.